# چیلچا
چیلچا (به لهستانی:  Cielcza) یک روستا در لهستان است که در گمینا یاروچین (استان لهستان بزرگ‌تر) واقع شده‌است. چیلچا ۲٬۰۴۴ نفر جمعیت دارد.